# Antoni Hukałowicz
Antoni Hukałowicz (ur. 20 czerwca 1949 w Wasilkowie) – polski poeta i prozaik.

## Życiorys
Z wykształcenia technik, technolog włókiennictwa. Obecnie mieszka i tworzy w Choroszczy.  Od 1968 do 1976 należał do Korespondencyjnego Klubu Młodych Pisarzy w Białymstoku. W latach 1979–1981 związany był z Klubem Literackim w Białymstoku, afiliowanym przy olsztyńskim Oddziale ZLP. Od 1988 działa w Nauczycielskim Klubie Literackim przy ZNP w Białymstoku.
Od 2001 jest członkiem Związku Literatów Polskich.
Debiutował w 1972 w Tygodniku Kulturalnym utworem Świt. W 1973 ukazał się jego pierwszy zbiór wierszy – Długi sen.
Publikował w prasie literackiej, między innymi w: Tygodniku Kulturalnym, Nadodrzu, Naszym Klubie, Nowym Wyrazie, Gazecie Białostockiej, Kontrastach, Głosie Nauczycielskim, Najprościej oraz na antenie Polskiego Radia Białystok – (m.in. w cyklu spotkań poetyckich Czas poetów)
Laureat konkursów literackich, m.in. XIII Ogólnopolskiego Konkursu Poetyckiego o „Buławę Hetmańską”, III Międzynarodowego Konkursu Literackiego „O Nagrodę Skrzydła Ikara” (Katowice – Cierlicko) i V Ogólnopolskiego Konkursu Poetyckiego „Człowiek i Przyroda”.
W 2010 ukazała się powieść Hukałowicza "Poletko wszystkich świętych" stanowiąca pierwszą część trylogii o Wasilkowie. Drugi tom został wydany w 2012.

## Twórczość
- Długi sen (1973)
- Wsłuchani w deszcz (1989)
- Ślady na śniegu (1998)
- Idąc śladem cienia (1999)
- Portrety rodzinne (2000)
- Otwieranie świtu (2001)
- Choroszczańskie błonia (2008)
- Poletko wszystkich świętych (I tom - 2010, II tom - 2012)

Utwory Antoniego Hukałowicza weszły w skład wielu zbiorowych opracowań: almanachów i antologii. Obecnie twórca pracuje nad kolejnymi częściami powieści Poletko wszystkich świętych.